# مثالي (أغنية)
مثالى (بالإنجليزية: Perfect)‏ هي أغنية لفريق ون دايركشن، تم إصدارها في 16 أكتوبر 2015، وتم إصدار الفيديو الموسيقى والرسمى للأغنية على موقع فيفو في 16 أكتوبر 2015، تم تصوير الفيديو على نظام الأبيض والأسود، حيث يوضح كيف كانت الفرقة تعيش أثناء جولتهم، تم إصدار تلك الأغنية كثانى أغنية منفردة للفرقة لألبومهم الخامس صنع في الصباح.